# Tasso (Córcega del Sur)
Tasso es una comuna y población de Francia, en la región de Córcega, departamento de Córcega del Sur, en el distrito de Ajaccio y cantón de Zicavo.

## Demografía
| 135 | 137 | 134 | 122 | 91 | 97 |
| Para los censos de 1962 a 1999 la población legal corresponde a la población sin duplicidades (Fuente: INSEE [Consultar]) |     |     |     |    |    |